# 三宅周太郎
三宅 周太郎（みやけ しゅうたろう、1892年（明治25年）7月22日 - 1967年（昭和42年）2月14日）は、演劇評論家。媚びぬ劇評に徹し、また、文楽の興隆に尽くした。

## 生涯
兵庫県加古川市寺家町の造酒屋に生まれた。6歳のとき父が建てた芝居小屋に、入りびたって育った。同志社中学校、慶應義塾大学予科、本科文学部と進んだ学生時代にも、歌舞伎や文楽を見続けた。
1917年（大正6年）（25歳）、三田文学に『新聞劇評家に質す』を寄せ、三木竹二、杉贋阿弥、岡鬼太郎らを称揚し、饗庭篁村、伊原青々園、七代目松本幸四郎らを批判して、劇壇・文壇に反響を呼び、小山内薫らに認められた。『演藝画報』誌にも書くようになった。
1918年卒業し、時事新報に入って劇評を担当したが、辛口が過ぎて1年半で辞し、『新演芸』誌の合評会に加わった。1921年、初代中村吉右衛門が本拠としていた新富座の嘱託になった。1922年、劇評集『演劇往来』を出版した。この頃住まった本郷菊富士ホテルで、宇野浩二、谷崎精二、広津和郎、石川淳らと交わった。1923年の関東大震災後、大阪毎日新聞の芸能記者となり、翌年東京日々新聞の学芸部に転じた。
私事はあまり明かさなかったが、30歳前後に離婚して再婚したという。
1926年（大正15年）（34歳）、文藝春秋の菊池寛に招かれて第2次『演劇新潮』誌の編集長となり、翌年の廃刊までに17冊を出した。
1928年（昭和3年）、『文楽物語』を中央公論の1 - 3月号に、『文楽人形物語』を7、8月号に載せた。文楽の窮状を訴えるべく、嶋中雄作に売り込んだのであった。水上瀧太郎に激励された。文楽が上京して大入りをとった。1930年、『文楽物語』『文楽人形物語』を軸とする『文楽の研究』を、春陽堂から出版した。1940年、「文楽研究」ものを改造や中央公論に載せ、それらを含めた『続文楽の研究』を、翌年創元社から出版した。これら2冊は5度版を更め、現在も入手できる。
太平洋戦争後、疎開先の京都に暫く留まり、『幕間』誌の1946年5月の創刊に尽力し、1948年、その和敬社から『観劇半世紀』を刊行した。東京に移ってからも、さかんに書いた。
1950年（58歳）、文部省の文化財芸能専門委員となった。文楽への補助金交付・免税の答申が、実現した。
1958年（66歳）、紫綬褒章を受けた。1964年、菊池寛賞を受けた。加古川市名誉市民となった。
1967年、肺がんで没し、菩提寺である加古川市の常住寺に葬られた。没後の同年5月、長年にわたる演劇研究および批評の業績により日本芸術院恩賜賞を受賞。

## 著書
- 1922年：『演劇往来』、新潮社
- 1928年：『演劇評話』、新潮社
- 1930年：『文楽の研究』、春陽堂 → 改修・創元選書 →角川文庫 →岩波文庫 2005。ISBN 9784003117613
- 1935年：『演劇巡礼』、中央公論社
- 1941年：『続 演劇巡礼』、中央公論社
- 1941年：『続 文楽の研究』、創元社 創元選書 →角川文庫 →岩波文庫 2005。ISBN 9784003117620
- 1942年：『演劇美談』、協力出版社
- 1942年：『演劇五十年史』、鱒書房 新日本文化史叢書 → 『新版 演劇五十年史』、鱒書房（1947）
- 1942年：『俳優対談記』、東宝書店
- 1942年：『歌舞伎研究』、拓南社
- 1943年：『芝居』、生活社 生活新書19
- 1946年：『羽左衛門評話』、冨山房
- 1947年：『演劇手帳』、甲文社
- 1948年：『観劇半世紀』、和敬書店（自伝）
- 1948年：『日本演劇考察』、冨山房
- 1949年：『続演劇手帳』、甲文社
- 1950年：『芸能対談』、創元社
- 1951年：『歌舞伎ノート』、創元社 創元選書
- 1953年：『名優と若手』創元社 → 本書中の『中村梅玉論』は「日本の名随筆 別巻10 芝居」、作品社（1991）ISBN 978487893830-6」中に収録
- 1955年：『文楽の人形浄瑠璃』、文楽座
- 1958年：『歌舞伎の星』、布井書房

## 参照
- 「三宅周太郎：『文楽の研究』、岩波文庫（2005）」巻末の、今尾哲也：『解説』
- 「三宅周太郎：『続文楽の研究』、岩波文庫（2005）」巻末の、児玉竜一：『解説』
- 日本近代文学館編：『日本近代文学大事典机上版』、講談社（1984） ISBN 9784062009270
- 近藤富江：『本郷菊富士ホテル』、中公文庫（1993） ISBN 9784122010178

## 関連図書
- 藤井康雄編：『三宅周太郎抄』、私家版（1993）、（演劇往来、演劇評話、演劇巡礼、歌舞伎研究、俳優対談記、演劇五十年史、文楽の研究）
- 森井信夫：『伝記三宅周太郎 加古川市名誉市民第一号』、加古川土地問題研究所（1982）